# Khalil al-Hayya
Khalil al-Hayya (àrab: خليل الحية, Ḫalīl al-Ḥayya; Gaza, 5 de novembre de 1960) és un polític palestí, membre de Hamàs. Ocupa el càrrec de vicepresident de l'Oficina Política de Hamàs des de l'agost de 2024, succeint a Saleh al-Arouri. També va ser elegit membre del Consell Legislatiu Palestí des del gener de 2006, com a representant de la ciutat de Gaza. Va residir al barri de Xuja'iyya.

## Biografia
Al-Hayya va néixer a la Franja de Gaza el 1960. El 1983 es va llicenciar a la Universitat Islàmica de Gaza, on també va treballar com a professor. Es va unir a Hamàs durant la Primera intifada.
Va completar un màster en ciències dels hadits a la Universitat de Jordània el 1989 i un doctorat a la Universitat del Sant Alcorà i Ciències Islàmiques, al Sudan, el 1997.
Ha sobreviscut a diversos intents d'assassinat a Gaza al llarg dels anys. Israel va atacar també la seva casa a Gaza durant l'Operació Marge protector el 2021. Aquell mateix any va ser nomenat adjunt del líder de Hamàs a Gaza, Yahya Sinwar.
Set o vuit dels seus familiars, inclosos dos dels seus germans, van ser assassinats pels atacs israelians que va patir casa seva el 2007. Un dels seus fills va ser assassinat per un atac aeri israelià el 2008 mentre dirigia una brigada de coets. Un altre fill, una jove i un net van ser assassinats amb un atac aeri a casa seva el juliol de 2014, durant la guerra de Gaza de 2014.

## Acció política
El 2011, Khalil al-Hayya va demanar a les Nacions Unides que reconeguessin Palestina amb les seves fronteres anteriors a 1948.
Khalil al-Hayya va dir que van atacar Israel el 7 d'octubre perquè era necessari «canviar tota l'equació i no només tenir un xoc». També va dieclarar que «hem aconseguit tornar a posar el tema palestí sobre la taula, i ara ningú a la regió està experimentant calma». En declaracions a The New York Times, va dir que l'objectiu de Hamàs no era «gestionar Gaza i portar-li aigua i electricitat», sinó renovar l'atenció sobre la causa palestina, i va dir que Hamàs va iniciar el conflicte del 7 d'octubre per avisar que la causa palestina no moriria.
L'abril de 2024, Khalil al-Hayya va dir que Hamàs acceptaria un alto el foc amb Israel, deposaria les armes i es transformaria en un partit polític si s'establia un estat palestí independent a les fronteres anteriors a 1967. L'octubre de 2024, després de l'assassinat de Yahya Sinwar, líder de Hamàs i artífex dels atacs del 7 d'octubre, va dir que Hamàs estava «avançant fins a l'establiment de l'estat palestí en tot el sòl palestí, amb Jerusalem com a capital».
El 19 d'octubre de 2024, com a representant de Hamàs, va confirmar la mort del líder de l'organització Yahya Sinwar, que havia estat assassinat per Israel tres dies abans. Al-Hayya va insistir que la mort de Sinwar i els seus predecessors no fa més que «augmentar la força, la solidesa i la determinació del moviment Hamàs» i la resistència de la població palestina a «continuar al seu camí i ser camí i ser fidels a la seva i als sacrificis».